# سویان
سویان (به لاتین: Seviyan) یک منطقه مسکونی در جمهوری آذربایجان است که در شهرستان بردع واقع شده است.